# Kekri
Kekri eller dialektalt keyri, köyri eller keeri, är en finsk fest som firades i slutet av böndernas arbetsår - mellan slutet av oktober och början av november.
I början var inte tidpunkten bestämd, utan varje by firade när arbetet med skörd och tröskning var klart och boskapen tagits in från betet. Det var först under 1800-talets första hälft som man började fira festen den 1 november. Eftersom den sammanföll med Allhelgonadagen fick den delvis karaktären av en fest för de avlidna.
Idag anordnas ett stort antal olikartade fester i anslutning till kekritraditionen. Lantbruksorganisationer, politiska organisationer eller studentorganisationer står inte sällan som arrangörer. Beroende på sammanhang kan festen få karaktären allt från en skördefest med landsbygdens överlevnad som tema, en fest som tar fasta på den fornfinska kulturen och religionen. Det kan också vara en fest där mat, dryck och underhållning utgör huvudelementet. Halloween-kläder är idag ofta kopplad med kekrifirandet. 